# Leopold III. (Belgien)

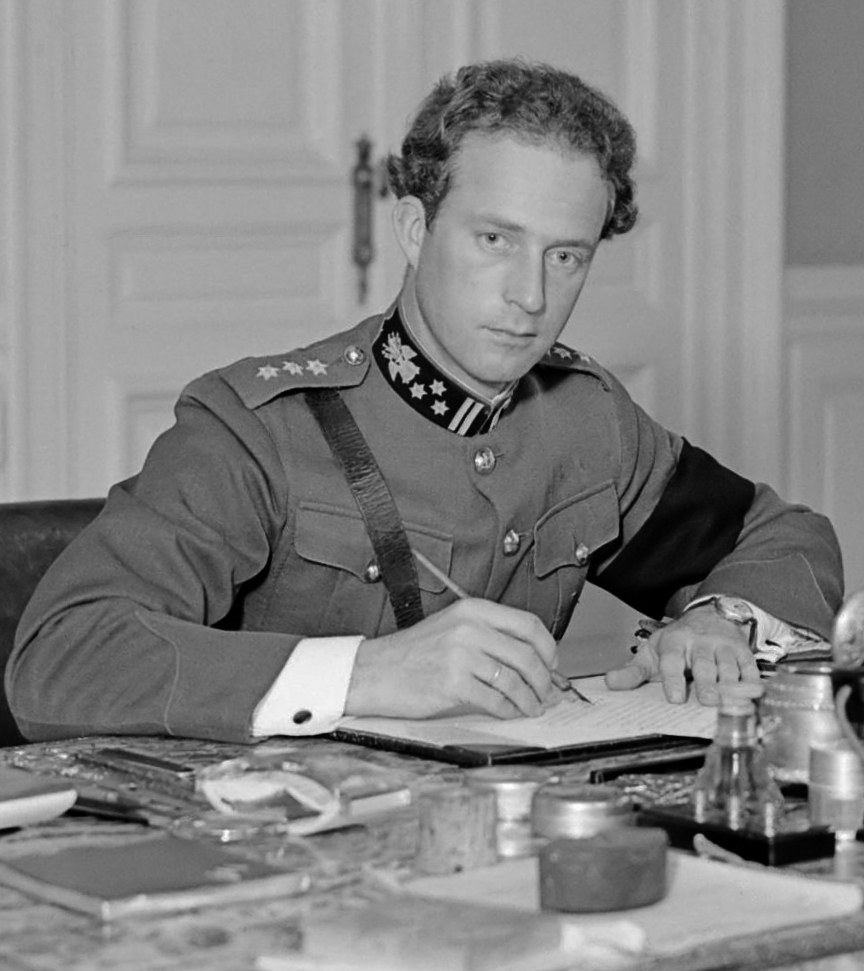
Leopold III. (1934)

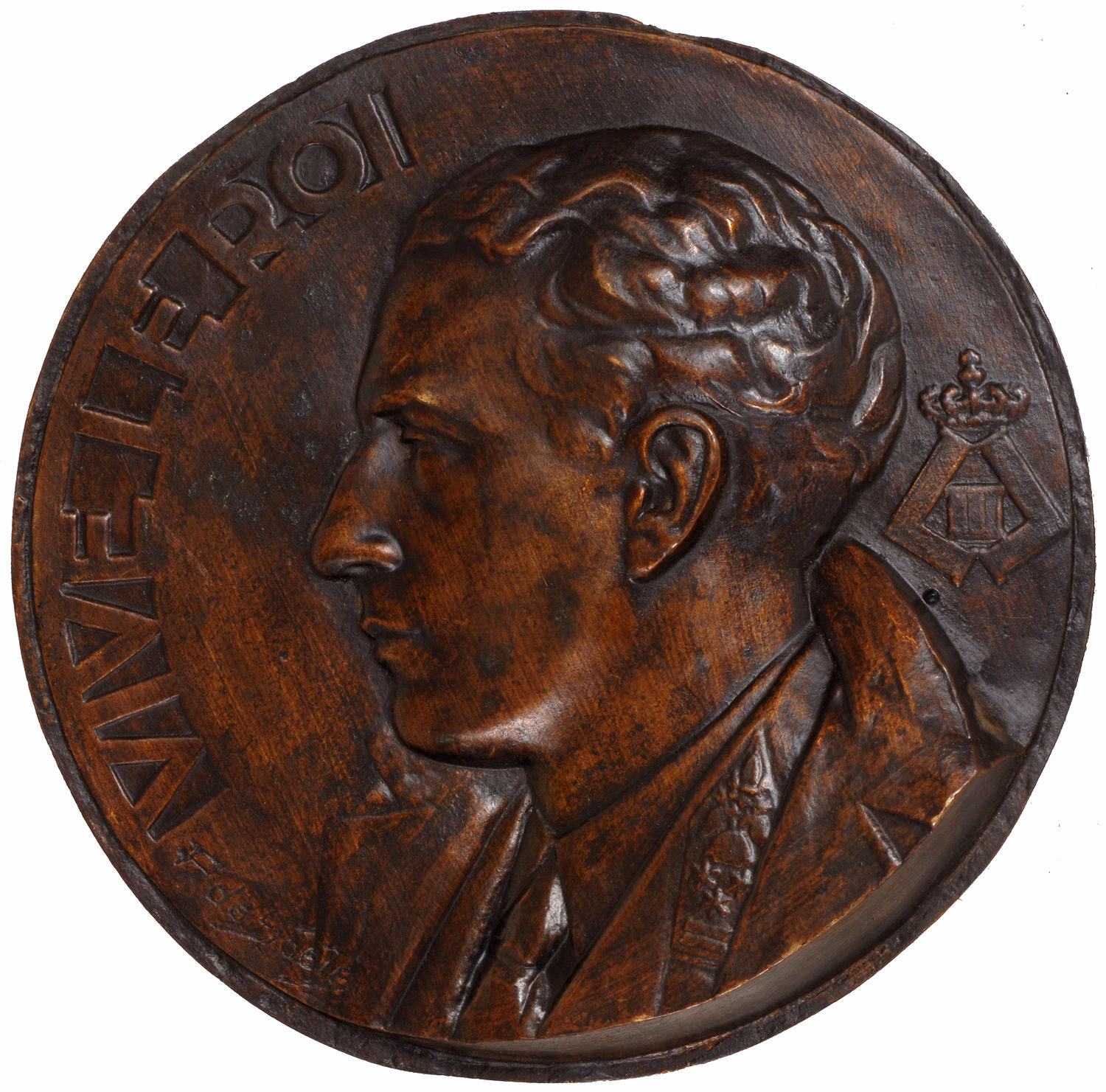
Bas Relief (Pierre De Soete) - Leopold III.

Leopold III. – gebürtig Prinz Leopold Philippe Charles Albert Meinrad Hubertus Marie Miguel von Belgien, Prinz von Sachsen-Coburg und Gotha, Herzog von Sachsen – (* 3. November 1901 in Brüssel; † 25. September 1983 in Sint-Lambrechts-Woluwe) aus dem Adelsgeschlecht Sachsen-Coburg und Gotha war von 1934 bis 1951 König der Belgier.
Im Zweiten Weltkrieg blieb Leopold III. in Belgien. Im Laufe des Krieges wurde seine passive Haltung gegenüber den deutschen Besatzern immer stärker kritisch gesehen. Als das belgische Parlament 1944 wieder tagen konnte, bestimmte es den jüngeren Bruder Leopolds zum Regenten: Karl von Belgien war beliebt und hatte gute Kontakte zu den Westalliierten. Leopold verblieb bis 1950 in der Schweiz, kam aber wieder zurück, nachdem eine Volksbefragung eine Mehrheit für seine Rückkehr erbracht hatte.
Die Kritik an Leopold dauerte an, vor allem in Wallonien. Leopold III. ließ daher am 11. August 1950 seinen Sohn Baudouin den Verfassungseid ablegen. Leopold III. dankte formell am 16. Juli 1951 ab, nachdem Baudouin 21 Jahre alt geworden war.

## Leben

### Herkunft und Ausbildung

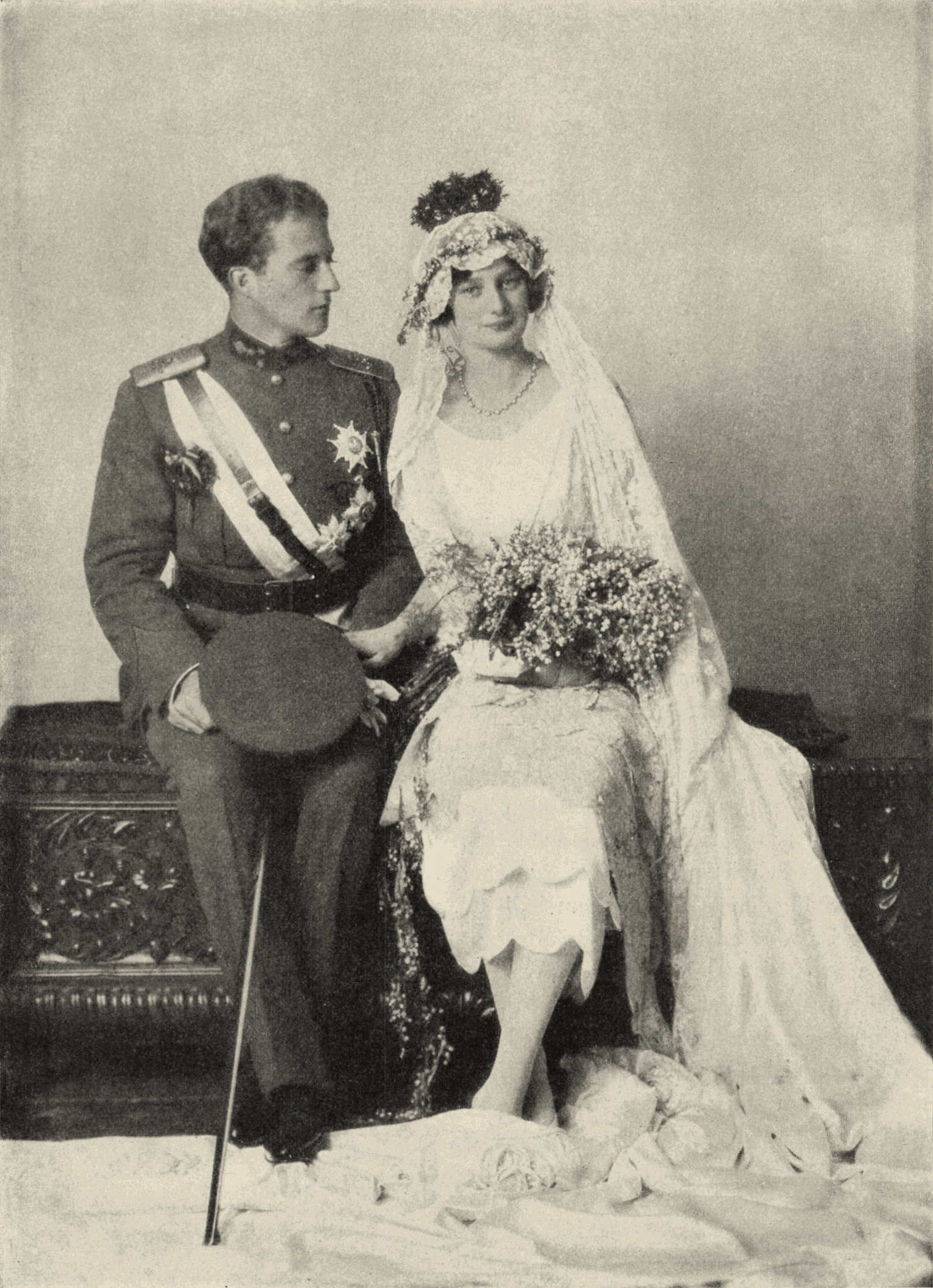
Hochzeitsporträt von Leopold und Astrid von Schweden (1926)

Prinz Leopold von Belgien wurde am 3. November 1901 als erster Nachkomme des Prinzen Albert von Belgien und dessen Gemahlin Elisabeth Gabriele in Bayern in Brüssel geboren. Nach der Thronbesteigung seines Vaters im Jahr 1909 war Leopold dessen direkter Thronfolger und erhielt den Titel Herzog von Brabant.
Ab 1915 besuchte Leopold die renommierte britische Privatschule Eton College (Berkshire), nach Ende des Ersten Weltkriegs studierte er am St. Anthony’s Seminary im kalifornischen Santa Barbara.

### Heirat 1926 und Nachkommen
Am 4. November 1926 heiratete er in Stockholm Prinzessin Astrid von Schweden, die jüngste Tochter von Prinz Carl von Schweden und Prinzessin Ingeborg von Dänemark.
Aus dieser Verbindung gingen drei Kinder hervor:
- Joséphine Charlotte (* 11. Oktober 1927; † 10. Januar 2005) ⚭ 1953 Großherzog Jean von Luxemburg (1921–2019)
- Baudouin (* 7. September 1930; † 31. Juli 1993), von 1951 bis 1993 König der Belgier ⚭ 1960 Fabiola Mora y Aragón (1928–2014)
- Albert (* 6. Juni 1934), von 1993 bis 2013 König der Belgier ⚭ 1959 Paola Ruffo di Calabria (* 1937)

### Regierungszeit  1934 bis 1951
Nach dem Tod seines Vaters Albert I. am 17. Februar 1934 folgte er ihm als Leopold III. auf den Thron nach und leistete am 23. Februar den Eid auf die Verfassung.
Am 29. August 1935 verlor Leopold während des Urlaubs in der Schweizer Sommerresidenz bei einer Fahrt entlang des Vierwaldstättersees in der Nähe von Küssnacht am Rigi die Kontrolle über sein Fahrzeug. Der Wagen stürzte die Uferböschung hinunter und seine Frau Astrid starb. Am Ort des Unglücks in Küssnacht wurde eine Gedenkkapelle errichtet.

#### Verhalten im Zweiten Weltkrieg

##### Neutralität 1939 bis 1940

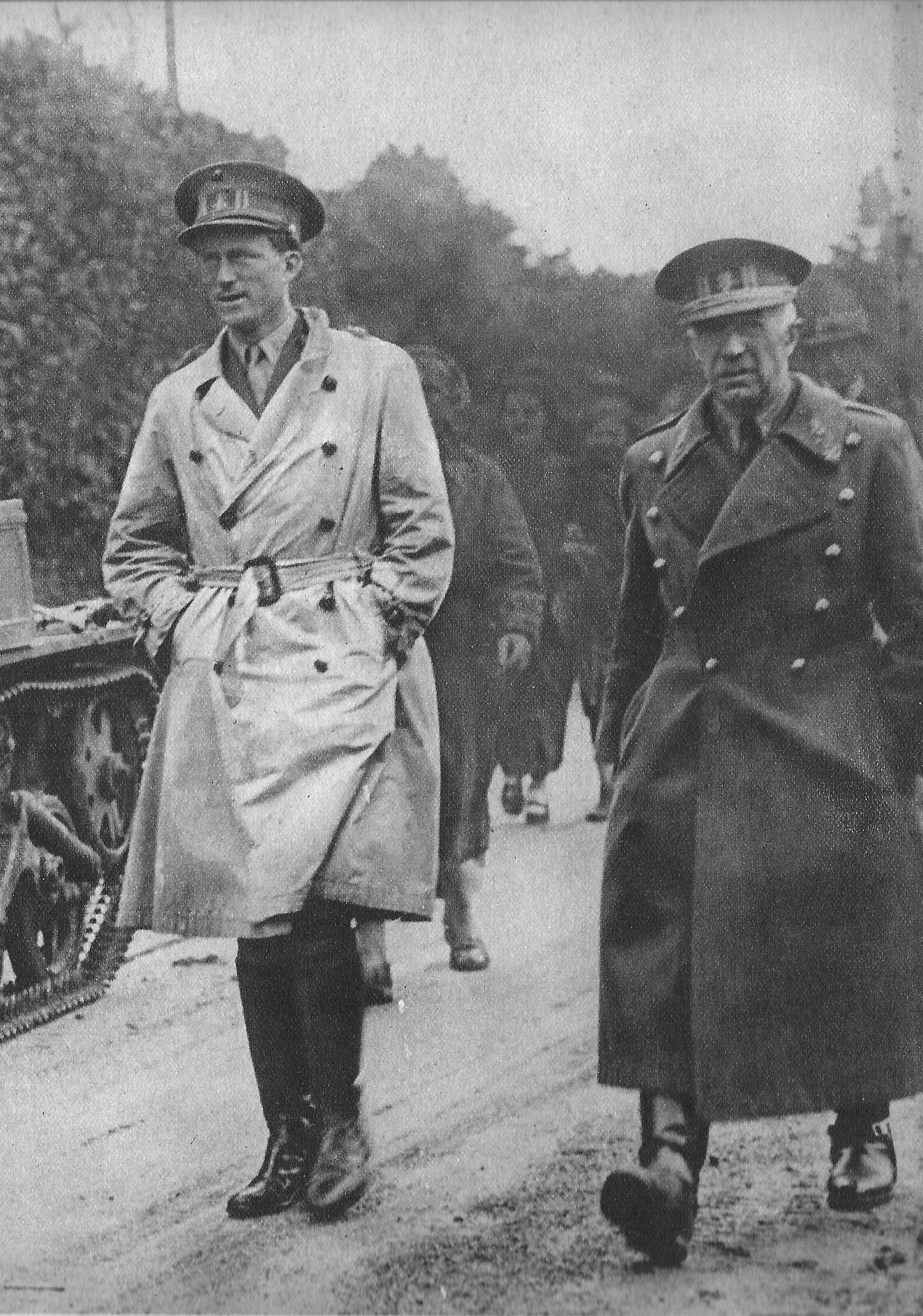
Leopold mit dem belgischen Verteidigungsminister Henri Denis während des Zweiten Weltkriegs (Mai 1940)

Am 4. September 1939, nach dem Ausbruch des Zweiten Weltkriegs, übernahm König Leopold den Oberbefehl über die belgischen Streitkräfte, wobei Belgien im Krieg neutral blieb.
Das von ihm zusammen mit der Königin der Niederlande im November 1939 formulierte Angebot zur Friedensvermittlung an die Staatsoberhäupter Großbritanniens, Frankreichs und Deutschlands wurde von Großbritannien und Frankreich zurückgewiesen.

##### Deutscher Angriff und Kapitulation
Bei dem Angriff durch Deutschland am 10. Mai 1940 wurden die Stellungen der belgischen Armee innerhalb von wenigen Tagen überrannt. König Leopold und die belgische Regierung unter Hubert Pierlot zerstritten sich in der Folge über die weitere Vorgangsweise: Die Regierung drängte den König, den Kampf gegen das „Dritte Reich“ nötigenfalls nach dem Vorbild von Königin Wilhelmina vom Ausland aus fortzusetzen. Leopold hingegen glaubte angesichts der großen Schwierigkeiten der Alliierten und des absehbaren Zusammenbruchs der französischen Linien nicht an einen Sieg gegen Deutschland und beschloss, an der Spitze seiner Truppen zu bleiben.
Obwohl der Monarch aufgrund der belgischen Verfassung keine Kompetenz zu eigenmächtigen politischen Handlungen hatte, berief sich Leopold darauf, dass die Regierung Pierlot nach ihrer Flucht am 25. Mai ins Exil nach London handlungsunfähig sei, und kapitulierte am 28. Mai 1940. Am selben Tag wurde König Leopold von der geflüchteten Regierung Pierlot für „in seiner Amtsausübung verhindert“ erklärt; die Regierung übernahm vom Londoner Exil aus provisorisch in corpore die Amtsbefugnisse des Monarchen.

##### Leben im besetzten Belgien
Leopold betrachtete sich als „Kriegsgefangenen“; er wurde von den Deutschen mit seiner Familie in der Residenz Schloss Laeken bei Brüssel unter Hausarrest gestellt. Seine Korrespondenz wurde zensiert, und er empfing nur wenige Besuche, meist privaten Charakters. Der König vermied politische Handlungen, die als Kollaboration mit den Deutschen hätten ausgelegt werden können. Leopolds Verbleib im Lande und sein Verhalten wurden von weiten Kreisen der belgischen Bevölkerung zunächst gutgeheißen.

##### Heirat 1941 und Nachkommen
Am 11. September 1941 heiratete Leopold ein zweites Mal, Mary Lilian Baels. Vor der Ehe verlieh ihr Leopold den Titel Prinzessin von Réthy, der jedoch nicht von der Regierung bestätigt wurde, während sie den Titel Prinzessin von Belgien durch ihre Heirat automatisch erwarb.
Aus dieser Ehe gingen ebenfalls drei Kinder hervor, die nicht zur Thronfolge berechtigt waren:
- Alexander, Prinz von Belgien (* 18. Juli 1942; † 29. November 2009) ⚭ 1991 Léa Wolman (* 1951)
- Marie-Christine, Prinzessin von Belgien (* 6. Februar 1951) 1. ⚭ 1981–1985 Paul Drucker (1937–2008); 2. ⚭ 1989 Jean-Paul Gourgues (* 1941)
- Marie-Esmeralda, Prinzessin von Belgien (* 30. September 1956) ⚭ 1998 Salvador Moncada (* 1944)

##### Leben bis Kriegsende 1945
Ende 1941 setzte ein rascher Stimmungsumschwung in Belgien ein, als die Hochzeit mit Lilian Baels am 7. Dezember öffentlich bekannt wurde: Damit war die Fiktion des „Kriegsgefangenen“ nicht mehr aufrechtzuerhalten.
Da sich die deutsche Besatzung als immer drückender erwies und Leopold augenscheinlich nichts tat, um das Los der Bevölkerung zu lindern, wandten sich immer weitere Kreise vom König ab.
1944, nach der Landung der Alliierten in Frankreich, ordnete Heinrich Himmler die Deportation Leopolds nach Deutschland an. Prinzessin Lilian folgte mit der Familie am nächsten Tag unter bewaffneter Bewachung der SS. Sie wurden auf Schloss Hirschstein in Hirschstein, Sachsen, gebracht und dort bis März 1945 festgehalten. Beim Anmarsch der alliierten Truppen brachte man die Familie nach Strobl in der Nähe von Salzburg, wo sie 1945 von US-Soldaten befreit wurden.

#### „Königsfrage“ und Abdankung

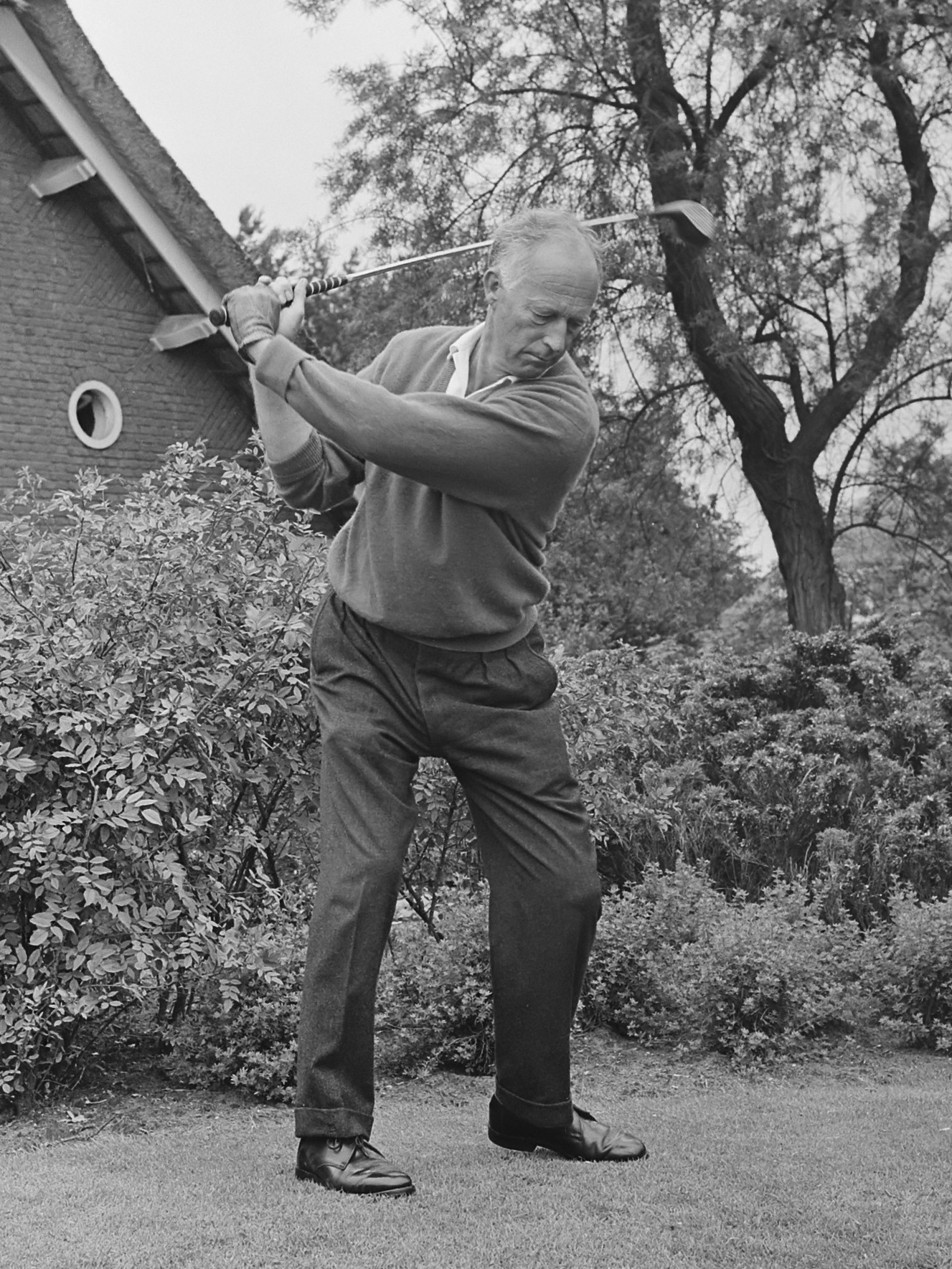
Leopold im Jahr 1963

Aufgrund seines Verhaltens während des Krieges trafen die Rückkehr Leopolds nach Belgien und die Wiederaufnahme seiner Amtsgeschäfte als König auf heftigen Widerstand. Besonders der Bruch zwischen der Regierung und Leopold im Jahre 1940 durch die Verhandlung des Waffenstillstandes mit Nazideutschland und die über den Kriegsverlauf abnehmende öffentliche Popularität durch die kontinuierliche Verweigerung sich klar gegen die Besatzungspolitik des Dritten Reichs auszusprechen trugen dazu bei. Das Parlament hatte ihn nach der Befreiung von Teilen Belgiens 1944 (Brüssel wurde am 3. September befreit, siehe auch Dolle Dinsdag) für regierungsunfähig erklärt und seinen Bruder, Prinz Karl (1903–1983), zum Regenten bestimmt.
Leopold ging in die Schweiz ins Exil. 1946 entlastete ihn eine Untersuchungskommission vom Vorwurf des Verrates; 1950 – nach einer Volksbefragung – stellte das Parlament das Ende der Regierungsunfähigkeit fest. Die Rückkehr des Königs nach Belgien am 22. Juli 1950 war aber von Streiks und Protesten begleitet. Die Flamen waren mehrheitlich für Leopold; dagegen verlangte die wallonische Bevölkerung seine Abdankung.
Dem Widerstand musste sich König Leopold beugen. Er trat am 16. Juli 1951 zugunsten seines Sohnes Baudouin ab.

### Tod
Leopold starb am 25. September 1983 in Sint-Lambrechts-Woluwe. Er wurde in der königlichen Gruft in Laeken beigesetzt, wo auch seine beiden Ehefrauen ihre letzte Ruhe fanden. Gemeinsam mit seiner ersten Frau ist er Namensgeber für die Leopold-und-Astrid-Küste in der Antarktis.

## Vorfahren
| Ahnentafel Leopold III., König der Belgier von 1934 bis 1951 | Ahnentafel Leopold III., König der Belgier von 1934 bis 1951                                                         | Ahnentafel Leopold III., König der Belgier von 1934 bis 1951                                                         | Ahnentafel Leopold III., König der Belgier von 1934 bis 1951                                                         | Ahnentafel Leopold III., König der Belgier von 1934 bis 1951                                                         | Ahnentafel Leopold III., König der Belgier von 1934 bis 1951                                         | Ahnentafel Leopold III., König der Belgier von 1934 bis 1951                                         | Ahnentafel Leopold III., König der Belgier von 1934 bis 1951                                                     | Ahnentafel Leopold III., König der Belgier von 1934 bis 1951                                                            |
| ------------------------------------------------------------ | --- | --- | --- | --- | --- | --- | --- | --- |
| Ururgroßeltern                                               | Herzog Franz (Sachsen-Coburg-Saalfeld) (1750–1806) ⚭ 1777 Gräfin Auguste Reuß zu Ebersdorf (1757–1831)               | König Louis-Philippe (Frankreich) (1773–1850) ⚭ 1809 Prinzessin Maria Amalia von Neapel-Sizilien (1782–1866)         | Fürst Karl (Hohenzollern-Sigmaringen) (1785–1853) ⚭ 1808 Prinzessin Antoinette Murat (1793–1847)                     | Großherzog Karl Ludwig Friedrich (Baden) (1786–1818) ⚭ 1806 Prinzessin Stéphanie de Beauharnais (1789–1860)          | Herzog Pius August in Bayern (1786–1837) ⚭ 1807 Prinzessin Amalie Luise von Arenberg (1789–1823)     | König Maximilian I. Joseph (Bayern) (1756–1825) ⚭ 1797 Prinzessin Karoline von Baden (1776–1841)     | König Johann VI. (Portugal) (1767–1826) ⚭ 1785 Prinzessin Charlotte Joachime von Spanien (1775–1830)             | Erbprinz Konstantin zu Löwenstein-Wertheim-Rosenberg (1802–1838) ⚭ 1829 Prinzessin Marie Agnes zu Hohenlohe (1804–1835) |
| Urgroßeltern                                                 | Leopold I., König der Belgier (1790–1865) ⚭ 1832 Prinzessin Louise d’Orléans (1812–1850)                             | Leopold I., König der Belgier (1790–1865) ⚭ 1832 Prinzessin Louise d’Orléans (1812–1850)                             | Fürst Karl Anton (Hohenzollern) (1811–1885) ⚭ 1834 Prinzessin Josephine von Baden (1813–1900)                        | Fürst Karl Anton (Hohenzollern) (1811–1885) ⚭ 1834 Prinzessin Josephine von Baden (1813–1900)                        | Herzog Max Joseph in Bayern (1808–1888) ⚭ 1828 Prinzessin Ludovika Wilhelmine von Bayern (1808–1892) | Herzog Max Joseph in Bayern (1808–1888) ⚭ 1828 Prinzessin Ludovika Wilhelmine von Bayern (1808–1892) | König Michael I. (Portugal) (1802–1866) ⚭ 1851 Prinzessin Adelheid von Löwenstein-Wertheim-Rosenberg (1831–1909) | König Michael I. (Portugal) (1802–1866) ⚭ 1851 Prinzessin Adelheid von Löwenstein-Wertheim-Rosenberg (1831–1909)        |
| Großeltern                                                   | Prinz Philippe, Graf von Flandern (1837–1905) ⚭ 1867 Prinzessin Maria Luise von Hohenzollern-Sigmaringen (1845–1912) | Prinz Philippe, Graf von Flandern (1837–1905) ⚭ 1867 Prinzessin Maria Luise von Hohenzollern-Sigmaringen (1845–1912) | Prinz Philippe, Graf von Flandern (1837–1905) ⚭ 1867 Prinzessin Maria Luise von Hohenzollern-Sigmaringen (1845–1912) | Prinz Philippe, Graf von Flandern (1837–1905) ⚭ 1867 Prinzessin Maria Luise von Hohenzollern-Sigmaringen (1845–1912) | Herzog Carl Theodor in Bayern (1839–1909) ⚭ 1874 Prinzessin Maria Josepha von Portugal (1857–1943)   | Herzog Carl Theodor in Bayern (1839–1909) ⚭ 1874 Prinzessin Maria Josepha von Portugal (1857–1943)   | Herzog Carl Theodor in Bayern (1839–1909) ⚭ 1874 Prinzessin Maria Josepha von Portugal (1857–1943)               | Herzog Carl Theodor in Bayern (1839–1909) ⚭ 1874 Prinzessin Maria Josepha von Portugal (1857–1943)                      |
| Eltern                                                       | Albert I., König der Belgier (1875–1934) ⚭ 1900 Elisabeth, Herzogin in Bayern (1876–1965)                            | Albert I., König der Belgier (1875–1934) ⚭ 1900 Elisabeth, Herzogin in Bayern (1876–1965)                            | Albert I., König der Belgier (1875–1934) ⚭ 1900 Elisabeth, Herzogin in Bayern (1876–1965)                            | Albert I., König der Belgier (1875–1934) ⚭ 1900 Elisabeth, Herzogin in Bayern (1876–1965)                            | Albert I., König der Belgier (1875–1934) ⚭ 1900 Elisabeth, Herzogin in Bayern (1876–1965)            | Albert I., König der Belgier (1875–1934) ⚭ 1900 Elisabeth, Herzogin in Bayern (1876–1965)            | Albert I., König der Belgier (1875–1934) ⚭ 1900 Elisabeth, Herzogin in Bayern (1876–1965)                        | Albert I., König der Belgier (1875–1934) ⚭ 1900 Elisabeth, Herzogin in Bayern (1876–1965)                               |
| König Leopold III. (1901–1983)                               | | | | | | | | |

## Film
- Michel Vuillermet (Regie): Leopold III – Niedergang eines belgischen Königs. Frankreich/Belgien, 2007, 52 Min.